# HTRA2
HTRA2 (англ. HtrA serine peptidase 2) – білок, який кодується однойменним геном, розташованим у людей на короткому плечі 2-ї хромосоми.  Довжина поліпептидного ланцюга білка становить 458 амінокислот, а молекулярна маса — 48 841.
| 10         |  | 20         |  | 30         |  | 40         |  | 50         |
| ---------- |  | ---------- |  | ---------- |  | ---------- |  | ---------- |
| MAAPRAGRGA |  | GWSLRAWRAL |  | GGIRWGRRPR |  | LTPDLRALLT |  | SGTSDPRARV |
| TYGTPSLWAR |  | LSVGVTEPRA |  | CLTSGTPGPR |  | AQLTAVTPDT |  | RTREASENSG |
| TRSRAWLAVA |  | LGAGGAVLLL |  | LWGGGRGPPA |  | VLAAVPSPPP |  | ASPRSQYNFI |
| ADVVEKTAPA |  | VVYIEILDRH |  | PFLGREVPIS |  | NGSGFVVAAD |  | GLIVTNAHVV |
| ADRRRVRVRL |  | LSGDTYEAVV |  | TAVDPVADIA |  | TLRIQTKEPL |  | PTLPLGRSAD |
| VRQGEFVVAM |  | GSPFALQNTI |  | TSGIVSSAQR |  | PARDLGLPQT |  | NVEYIQTDAA |
| IDFGNSGGPL |  | VNLDGEVIGV |  | NTMKVTAGIS |  | FAIPSDRLRE |  | FLHRGEKKNS |
| SSGISGSQRR |  | YIGVMMLTLS |  | PSILAELQLR |  | EPSFPDVQHG |  | VLIHKVILGS |
| PAHRAGLRPG |  | DVILAIGEQM |  | VQNAEDVYEA |  | VRTQSQLAVQ |  | IRRGRETLTL |
| YVTPEVTE   |  |            |  |            |  |            |  |            |

A: Аланін

C: Цистеїн

D: Аспарагінова кислота

E: Глутамінова кислота

F: Фенілаланін

G: Гліцин

H: Гістидин

I: Ізолейцин

K: Лізин

L: Лейцин

M: Метіонін

N: Аспарагін

P: Пролін

Q: Глутамін

R: Аргінін

S: Серин

T: Треонін

V: Валін

W: Триптофан

Кодований геном білок за функціями належить до гідролаз, протеаз, серинових протеаз. 
Задіяний у таких біологічних процесах як апоптоз, поліморфізм, альтернативний сплайсинг. 
Локалізований у мембрані, мітохондрії.